# Els Guiamets
Els Guiamets település Spanyolországban, Tarragona tartományban. Els Guiamets El Masroig, Marçà, Capçanes, Tivissa és Garcia községekkel határos. Lakosainak száma 258 fő (2024).

## Népesség
A település népessége az elmúlt években az alábbi módon változott:
| Lakosok száma | 436  | 397  | 391  | 392  | 294  | 327  | 329  | 277  | 270  | 258  |
|               | 1857 | 1910 | 1940 | 1965 | 1991 | 2005 | 2010 | 2015 | 2019 | 2024 |